# Stazione di Menaggio
La stazione di Menaggio era la stazione ferroviaria capolinea della ferrovia Menaggio-Porlezza, dismessa nel 1939, che serviva l'omonimo Comune.

## Storia
Situata in corrispondenza dell'attuale numero civico 201 di via 4 novembre, la stazione venne aperta nel 1884 insieme alla linea, vide il servizio ferroviario definitivamente sospeso il 31 ottobre 1939. Il decreto di soppressione definitiva fu emanato solo il 29 novembre 1966. 

## Strutture e impianti

Treno in partenza nel 1885

Il fabbricato viaggiatori venne costruito nel 1903; prima di allora gli uffici erano posti a fianco all' Hotel Menaggio. Dopo la chiusura della linea tale edificio venne adibito a sede del locale consorzio Agrario.
Oltre ad esso, l'impianto comprendeva tre binari, una piattaforma girevole, due depositi locomotive e una struttura per il rifornimento delle locomotive.

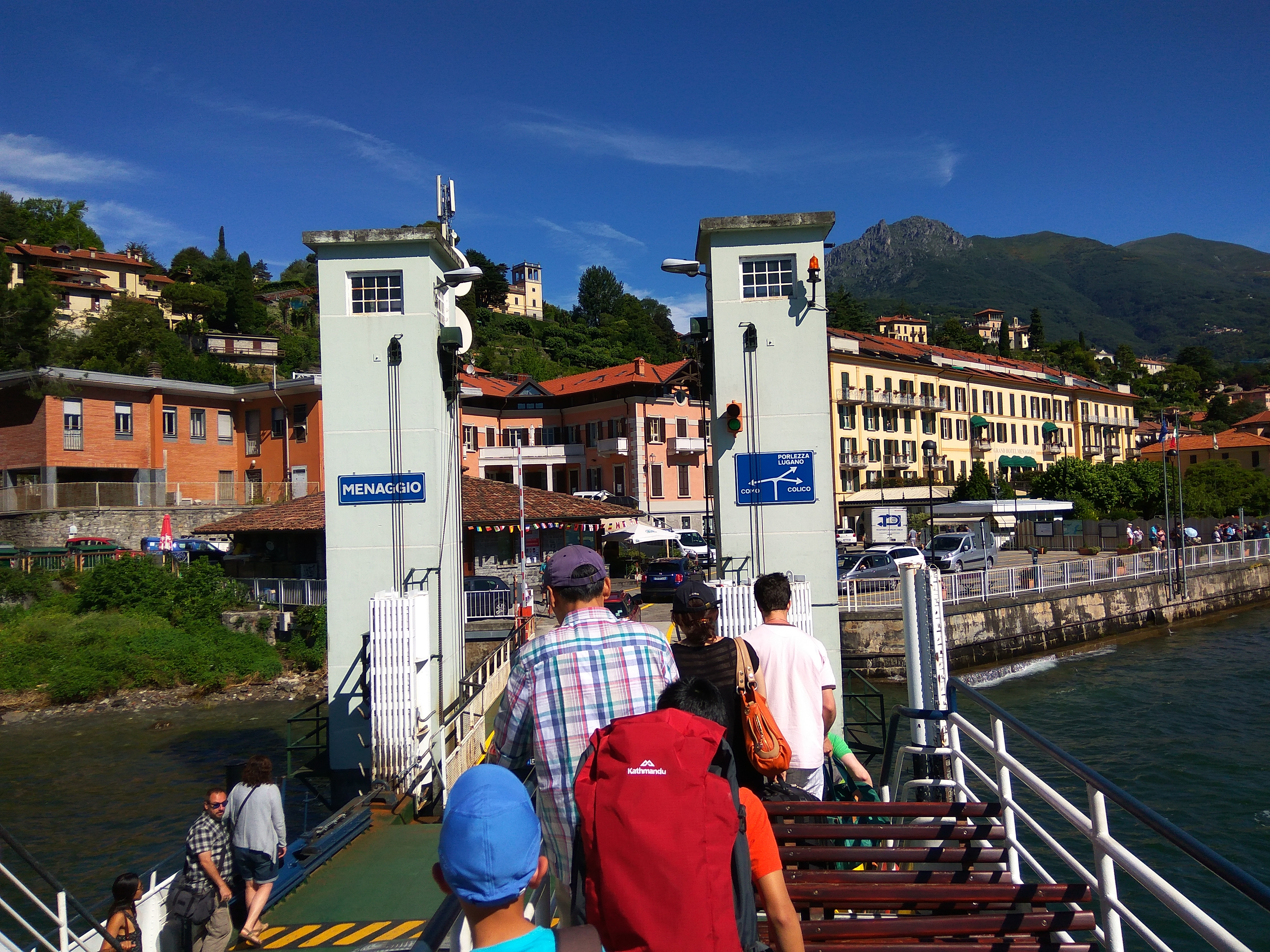
La stazione vista dall'imbarcadero